# 보리새우
보리새우는 십각목 보리새우과에 속하는 갑각류다. 학명은 Penaeus japonicus이다.

## 형태
몸길이는 평균 23.5cm 정도이며 몸빛깔은 연한 청색이나 적갈색, 검은색 등 여러 가지이다. 머리가슴부터 꼬리마디에 이르기까지 가로로 10 줄 안팎에 진한 줄무늬가 있다. 이마 뿔은 약간 휘었고, 그 끝이 살짝 위로 향하며 뾰족하다. 이빨은 윗가장자리에 8-10개, 아랫가장자리에 1-2개가 있다. 갑각은 매끈하고 털이 없다.

## 생태
주로 연안에서 수심 100m 되는 곳에 서식한다. 산란기는 지역에 따라 다르나 한국에서는 5-9월 사이이다. 보리새우류 가운데 해안부터 160km 떨어진 곳에서 부화하는 종이 있다. 갓 부화한 새끼는 다리가 달린 아주 작은 조롱박처럼 보이며, 2-4주가 지나면 몇 차례 변화를 거쳐 작지만 성체 모습으로 변한다. 어린 보리새우는 스스로 성장할 해안 지역으로 이동한다. 이동하는 도중에 80% 정도가 다른 해양생물의 먹이가 된다. 살아 남은 어린 보리새우는 만(灣)이나 강 하구에 정착한다. 유기물이 풍부한 숲이 우거진 해변의 습지는 보리새우들이 좋아하는 은신처로, 일종의 육아실이다. 보리새우는 약 5-7개월 동안 빠르게 성장한 후에 약 2개월에 걸쳐 깊은 바다로 되돌아간다. 암컷 보리새우는 깊은 바다에서 한 마리마다 50-100만 개의 알을 낳는다. 알을 낳은 대부분 암컷은 생을 마친다.

## 수산업
경제성이 높은 새우로 일찌기 양식 방법을 연구하였고, 대한민국에서도 양식하는 새우다. 공급과정에서 다른 새우에 비해 생명력이 강해 물로 축인 톱밥에 담아 수송하므로 수송 비용도 낮은 편이다. 한국을 비롯한 아시아 지역과 인도양, 홍해 등지에 분포하여 널리 다양한 지역에서 양식해서 공급하는 새우다.
일본에서는 초밥의 재료로 매우 많이 사용되기 때문에 보리새우 양식이 매우 활발하다.